# Оспиталь-де-Бельвитже (станция метро, Барселона)
Оспиталь-де-Бельвитже (кат. Hospital de Bellvitge) — конечная станция Барселонского метрополитена, расположенная на линии 1. Открытие станции состоялось 19 октября 1989 года под названием «Фейша Льярга» (кат. Feixa Llarga) в составе участка «Авингуда Каррилет» — «Оспиталь-де-Бельвитже». Станция находится в одноимённом районе VI округа города Оспиталет-де-Льобрегат.
Своё нынешнее название станция получила в 2003 году, по находящемуся рядом со станцией университетскому госпиталю Бельвитже. (кат. l'Hospital Universitari de Bellvitge)

## Путевое развитие
Так как станция является конечной, за станцией по направлению в тупик оборудованы оборотные тупики.
В 2010 году за станцией также были обустроены 2 дополнительных пути для отстоя составов.

## Перспективы
После 2020 года, станция перестанет быть конечной, т.к. разрабатывается проект о продлении линии 1 на один перегон от станции "Оспиталь-де-Бельвитже" до станции "Эль Прат Эстасьо", с созданием на последней пересадки на линию 9, а также железнодорожную станцию "Эль-Прат-де-Льобрегат", обслуживаемую железными дорогами Каталонии, а также национальным перевозчиком RENFE.